# 西大附中浐灞中学
西大附中浐灞中学是一所位于陕西省西安市浐灞生态区的省级标准化高中。学校以“建设示范性学校、探索国际化教育、培养高素质人才、服务生态区发展”为办学理念，以“高质量、有特色、示范性、国际化、区域内一流、省内外有较大影响”为办学目标。

## 学校设施

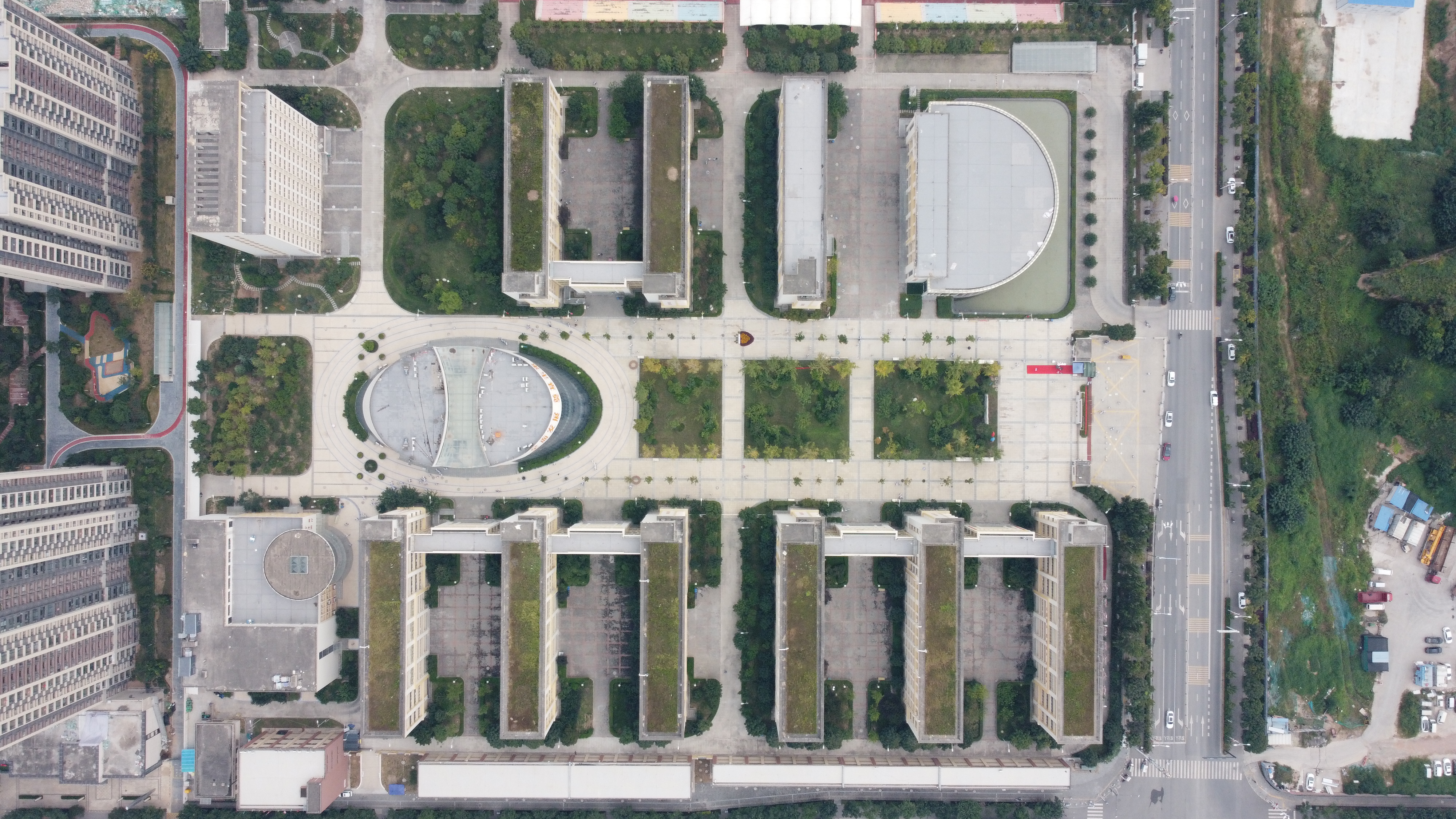
学校俯视图

学校共有16栋建筑物，其中教学楼9栋，餐厅1栋，宿舍3栋（其中1栋为教师宿舍，1栋为男生宿舍，1栋为女生宿舍），体育馆1栋，图书馆1栋，综合科技楼1栋。操场设有400m环形跑道、篮球场、足球场、网球场、乒乓球场、羽毛球场。

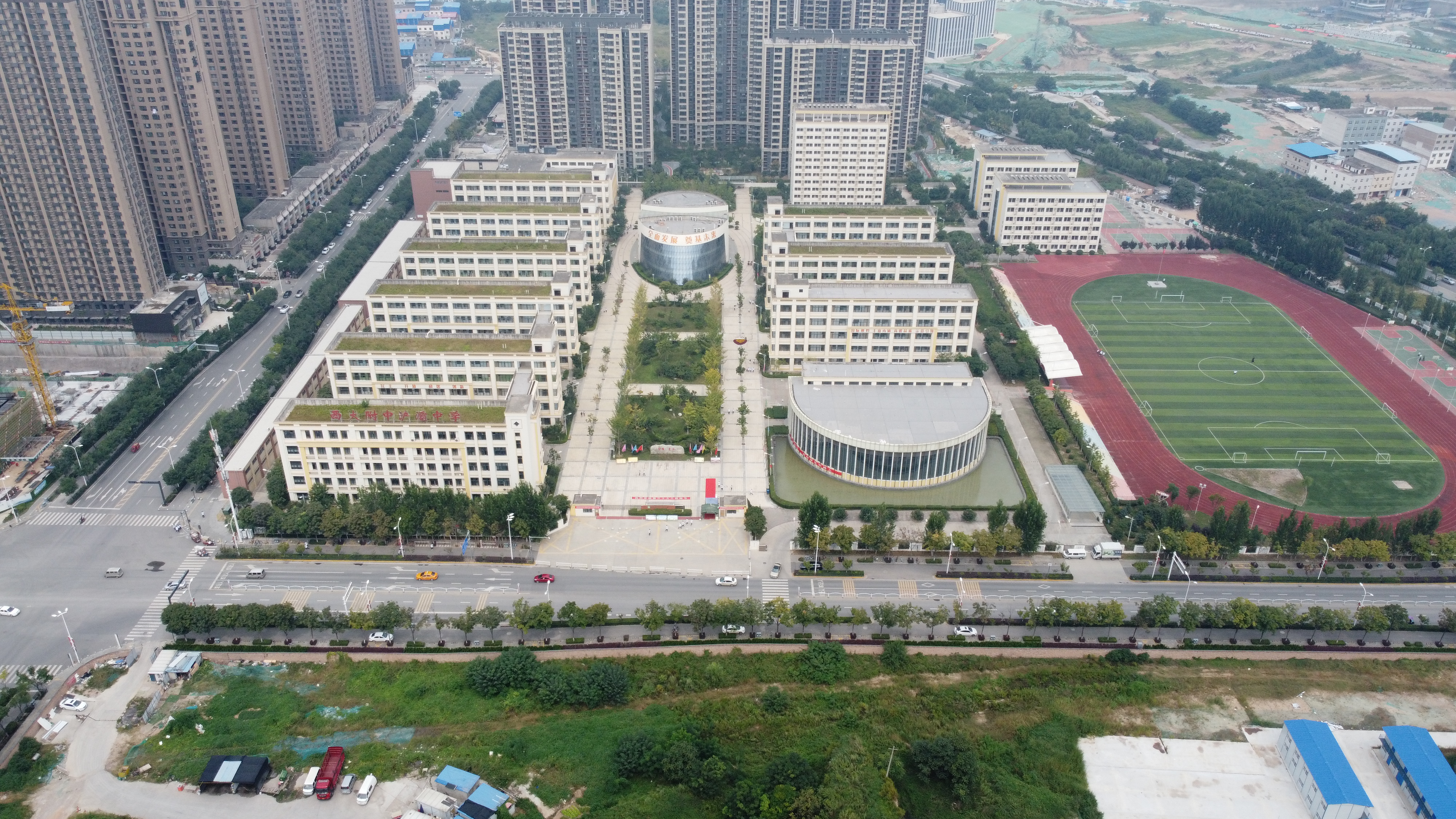
学校正视图

## 学校大事件
2015年5月28日，西北大学、西安浐灞生态区管理委员会在浐灞生态区城建博物馆，举行合作举办西北大学附属中学浐灞学校签约仪式。
2015年9月1日，学校第一届初一、高一学生开学。
2015年12月10日，韩国江原道洪川女子高等学校校长张承镇、外语部部长沈云善、教师李承娟，到西大附中浐灞中学参观访问。张承镇一行参观了校区校园和部分教学设施，并与学校负责人进行了座谈。
2016年10月14日，西大附中浐灞中学迎来韩国春川女子学校来访。
2016年11月1日，泰国南部教育代表团访问西大附中浐灞中学，受到学校师生的欢迎。
2017年2月28日，2017中外少年足球友谊赛在西大附中浐灞中学举行。
2017年3月27日，西大附中浐灞中学与美国康州蔡司预备中学举行合作办学签约仪式。
2017年4月21日，泰国南部私立学校联盟留学生培训班开学典礼暨西北大学留学生教学实践基地挂牌仪式在西大附中浐灞校区举行。
2017年9月5日，新加坡裕华中学师生代表团来访西大附中浐灞中学。
2017年11月29日，由武汉市教育局主办，陕西师范大学教师干部培训中心承办的武汉农村偏远地区校长领导力提升培训团队在西大附中浐灞中学进行了交流学习。
2017年12月2日，西大附中浐灞中学举办的第二届“浐灞杯”中外少年足球赛。上海西华学校校长格瑞，主任撒矜文，浐灞第一中学校长李哲、浐灞欧亚中学校长纪振义及西大附中浐灞中学校领导参加了联谊会。